# TUBEst II
『TUBEst II』（チューベスト ツー）は、1996年4月1日にSony Recordsから発売されたTUBEの2枚目のベスト・アルバム。2003年5月2日にSony Music Associated Recordsより再発売された（規格品番はAICL 1429）。

## 解説
キャッチフレーズは「ベストチューのベスト、チューベストチュー」。なお、2003年再発盤では『TUBEst II〜Single since 90 's summer〜』と表記されている。
15枚目のオリジナル・アルバム『ゆずれない夏』(1995年)から10か月振りにリリースされた作品であり、1990年から1995年までにリリースされたシングル曲を中心に構成されている。シングルの表題曲として発表されながらも長い間アルバム未収録のままだった「さよならイエスタデイ、「ガラスのメモリーズ」、「だって夏じゃない」、「恋してムーチョ」、「あの夏を探して」及び、シングルのカップリング曲として発表されていた「湘南盆踊り」、「Yõ Yõ Yõ」、「海へ行こう」は、本作でアルバム初収録となった。
ちなみに「あの夏を探して」、「海へ行こう」の2曲はエンディングに波音のSEが追加されたアルバムバージョンで収録されており、前者は次曲「湘南盆踊り」と波音のSEが繋がるように編集されている。
前回のオリジナル・アルバム「ゆずれない夏」同様にオリコンチャート首位を逃した。
オリコン集計でのミリオン達成は『終わらない夏に』に続いて2作目で、全シングル・アルバムの中で最大の売上枚数を記録した。

## 収録曲
| 全作詞: 前田亘輝、全編曲: TUBE。 |                          |           |                    |      |
| #                                | タイトル                 | 作詞      | 作曲               | 時間 |
| 1.                               | 「あー夏休み」           | 前田亘輝  | 春畑道哉、前田亘輝 | 4:43 |
| 2.                               | 「湘南My Love」          | 前田亘輝  | 春畑道哉           | 4:29 |
| 3.                               | 「さよならイエスタデイ」 | 前田亘輝  | 春畑道哉           | 3:56 |
| 4.                               | 「夏だね」               | 前田亘輝  | 春畑道哉           | 4:43 |
| 5.                               | 「ガラスのメモリーズ」   | 前田亘輝  | 春畑道哉           | 4:14 |
| 6.                               | 「夏を待ちきれなくて」   | 前田亘輝  | 春畑道哉           | 4:43 |
| 7.                               | 「だって夏じゃない」     | 前田亘輝  | 春畑道哉           | 4:09 |
| 8.                               | 「夏を抱きしめて」       | 前田亘輝  | 春畑道哉           | 4:29 |
| 9.                               | 「恋してムーチョ」       | 前田亘輝  | 春畑道哉           | 4:19 |
| 10.                              | 「Melodies & Memories」  | 前田亘輝  | 春畑道哉           | 5:11 |
| 11.                              | 「ゆずれない夏」         | 前田亘輝  | 春畑道哉           | 4:48 |
| 12.                              | 「あの夏を探して」       | 前田亘輝  | 春畑道哉           | 4:17 |
| 13.                              | 「湘南盆踊り」           | 前田亘輝  | 春畑道哉           | 4:16 |
| 14.                              | 「Yõ Yõ Yõ」             | 前田亘輝  | 春畑道哉           | 4:34 |
| 15.                              | 「海へ行こう」           | 前田亘輝  | 春畑道哉           | 4:57 |
| 合計時間:                        | 合計時間:                | 合計時間: | 67:48              |      |

## ゲストミュージシャン
- 小野塚晃 （DIMENSION） - キーボード（#1,2,3,4,5,6,7,8,9,10,13,14,15）
- 吉川忠英 - アコースティック・ギター（#2）
- 勝田一樹 （DIMENSION） - サクソフォーン（#2,4,6,9,15）
- 木幡光邦 - トランペット（#2）
- 下神龍哉 - トランペット（#2）
- 河合伸哉 - トロンボーン（#9,15）
- 沓野行秀 （Riding） - パーカッション（#3,5,6,7,9,10,11,13,14）
- 斎藤ノヴ - パーカッション（#1,4）
- 日色純一 - バイオリン（#15）
- 栗林誠一郎 - コーラス（#2,3,4,5,6,7,8,13）
- 生沢佑一 - コーラス（#12）
- 牧穂エミ - ファルセット（#1,2,3,4,5,6,7,8,9,10,11,14,15）
- 古川真一 - コーラス（#11,12）
- Macka  - コーラス（#14）
- 池田大介 - マニピュレーター（#7,10,15）
- 中尾昌文 - マニピュレーター（#11,12）
- 響友会 - 江戸組太鼓（#13）

## クレジット
- TUBE - プロデューサー
- 長戸大幸 - プロデューサー
- 小松久 - ディレクター
- 中島正雄 - スーパーバイザー
- BMF (Being MUSIC FACTORY INC.) - エグゼクティブ・プロデューサー
- 橋爪健康 - エグゼクティブ・プロデューサー
- 菅原潤一 - エグゼクティブ・プロデューサー